# Erich Meyer (Kunsthistoriker)
Erich Meyer (* 29. Oktober 1897 in Berlin; † 4. Februar 1967 in Hamburg) war ein deutscher Kunsthistoriker.

## Leben
Erich Meyer, väterlicherseits aus einer westfälischen, mütterlicherseits aus einer rheinischen Kaufmannsfamilie stammend, besuchte das Gymnasium in Berlin-Pankow. Nach der Teilnahme am Ersten Weltkrieg studierte er ab 1919 Kunstgeschichte, Philologie und Philosophie zunächst in München bei Heinrich Wölfflin und ab 1920 in Berlin bei Adolph Goldschmidt, bei dem er 1924 promoviert wurde. Finanziell unabhängig unternahm er darauf ausgedehnte Studienreisen durch Europa. 1927 wurde Erich Meyer wissenschaftlicher Hilfsarbeiter am Schlossmuseum in Berlin unter Otto von Falke, dann Kustos des Dommuseums in Halberstadt in Verbindung mit Charles Crodel und 1941 wieder in Berlin Leiter Mittelalter-Abteilung. Vom 1. April 1947 bis zu seinem gesundheitlich bedingten vorzeitigen Ruhestand Ende 1961 war er Direktor des Museums für Kunst und Gewerbe in Hamburg. Mit Hilfe der Mittel der Stiftung zur Förderung der Hamburger Kunstsammlungen gelang ihm der Erwerb zahlreicher neuer Stücke und ganzer Sammlungen für das Museum.
Sein wissenschaftliches Interesse galt insbesondere den Bronzegeräten des Mittelalters. Er arbeitete mit Otto von Falke an einem Corpus dieser Gruppe und bearbeitete für den ersten Band die Aquamanile in Tiergestalt. Sein über Jahre gesammeltes Material für den zweiten Band ging jedoch während des Zweiten Weltkriegs verloren.
Ein Teil seines fotografischen Nachlasses befindet sich seit 1970 in der Photothek des Zentralinstituts für Kunstgeschichte und ist dort als Sondersammlung zum Kunstgewerbe aufgestellt.

## Veröffentlichungen (Auswahl)
- mit Otto von Falke: Romanische Leuchter und Gefässe (= Bronzegeräte des Mittelalters Bd. 1). Deutscher Verein für Kunstwissenschaft, Berlin 1935.
- Mittelalterliche Bronzen (= Bilderhefte des Museums für Kunst und Gewerbe 3). Museum für Kunst und Gewerbe, Hamburg 1960.